# Обухово (посёлок городского типа)
Обу́хово — посёлок городского типа в Богородском городском округе Московской области России.
Население — 8486 чел. (2024).
Посёлок разделяется на две части автотрассой М-7 «Волга». В Обухове протекают реки Клязьма и её приток Шаловка.

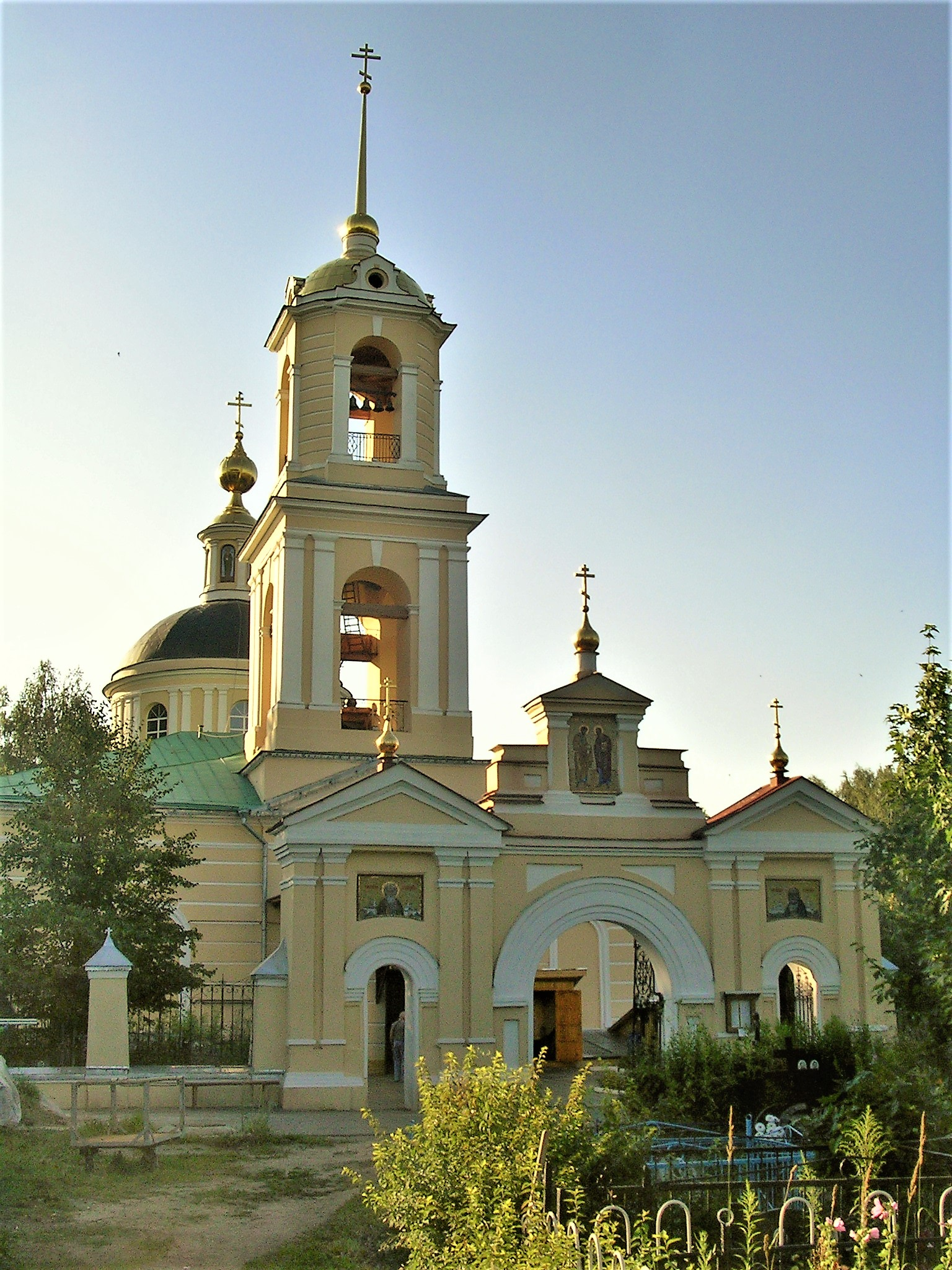
Храм апостолов Петра и Павла на «Мызе»

## История
Первое достоверное упоминание об Обухове на Клязьме, встречается в писцовой книге 1573—1574 годов по Московскому уезду, в котором сказано: «…за Степаном за Кузьминским: треть дер. Сазонова на р. Клязьме, что осталось за продажею у Дьяка у Василия Щелкалова у села Болшова: пашни пахотные 5 четье, да пер. 5 четье в поле, а в дву потому ж сер. Земли, сена 50 коп., лесу пашенного здес… Пуст. Обухово: пашни пер. 20 четье с осм., да лесом поросло 4 четв. с осм. в поле…»
В конце XVII века земляные угодия на территории нынешнего Обухова принадлежали князьям М. Плещееву и Ф. Барятинскому.
В 1708 году английский коммерсант Андрей Стельс строит в Обухове пороховой завод, который позднее получает монопольное право на производство пороха. В первой половине XIX века завод обанкротился и был продан на торгах.
В 1775 году в районе завода образована Обуховская подгородная слобода.
В 1852 и 1857 годах Анисим Тюляев и Михаил Брунов строят суконную и ковровую фабрики соответственно. После революции обе фабрики переходят под контроль рабочих, а в 1958 году объединяются в Обуховский коврово-суконный комбинат имени В. И. Ленина.  В 1970 году суконное производство вырабатывало 5 млн 657 тыс. погонных метров.
21 мая 1928 года — постановлением ВЦИК «Об утверждении списка рабочих посëлков Московской губернии» Обухово было преобразовано в рабочий посёлок.
В 1977 году произошло значительное расширение границ рабочего посёлка за счёт присоединения к нему территорий деревни Шалово, ПМК-14 треста «Водострой», автобазы объединения «Мосмелиорация», экспериментального ремонтно-механического завода «Главмосводстроя», жилого посёлка центральных ремонтных мастерских «Главмосводстроя», участка производственного центра Обуховского опытно-промышленного карьера и центральной усадьбы совхоза «Ногинский».
В 2002 году преобразованный в ОАО «Ковры Обухова» комбинат обанкротился, а в 2006 году был ликвидирован.
С 1 января 2006 года до 5 июня 2018 года вместе с селом Балобаново входил в состав городского поселения Обухово Ногинского муниципального района.
В 2025 году рабочий посёлок преобразован в посёлок городского типа.

## Микрорайоны
Коренные жители условно делят посёлок на следующие микрорайоны:
- «Комбинат» (северо-восточная честь посёлка; название дано по располагавшемуся там до 2002 года Обуховскому ковровому комбинату),
- «Карьер» (северо-западная часть посёлка; дома вокруг бывшего песчаного карьера),
- «Ленинская» (центральная часть посёлка; по ул. Ленина, одной из главных в посёлке),
- «Семь ветров» (юго-восточная часть посёлка близ Горьковского шоссе; назван так из-за небольшого количества строений),
- ПМК (южная часть посёлка, где располагется предприятие «ПМК-14» (Передвижная механизированная колонна),
- ЦРМ (южная часть посёлка (через дорогу от ПМК), где с 1956 года располагается ЗАО «Центрдорстрой-Центральные ремонтные мастерские» (ЗАО «ЦДС-ЦРМ»)).
- «Мыза» — восточная часть посёлка за рекой Шаловкой, примыкает к храму св. апостолов Петра и Павла.

## Население
| 1852    | 1859    | 1869    | 1926    | 1939  | 1959  | 1970  | 1979    | 1989    |
| ------- | ------- | ------- | ------- | ----- | ----- | ----- | ------- | ------- |
| 978     | ↗1055   | ↗1487   | ↗3905   | ↗6172 | ↗8296 | ↘7703 | ↗10 499 | ↗11 359 |
| 2002    | 2006    | 2009    | 2010    | 2012  | 2013  | 2014  | 2015    | 2016    |
| ↘10 746 | ↘10 163 | ↗10 632 | ↘9630   | ↗9720 | ↗9790 | ↗9954 | ↗10 119 | ↗10 141 |
| 2017    | 2018    | 2019    | 2020    | 2021  | 2023  | 2024  |         |         |
| ↘10 062 | ↘10 003 | ↘9986   | ↗10 187 | ↘8689 | ↘8496 | ↘8486 |         |         |

## Культура, образование и спорт

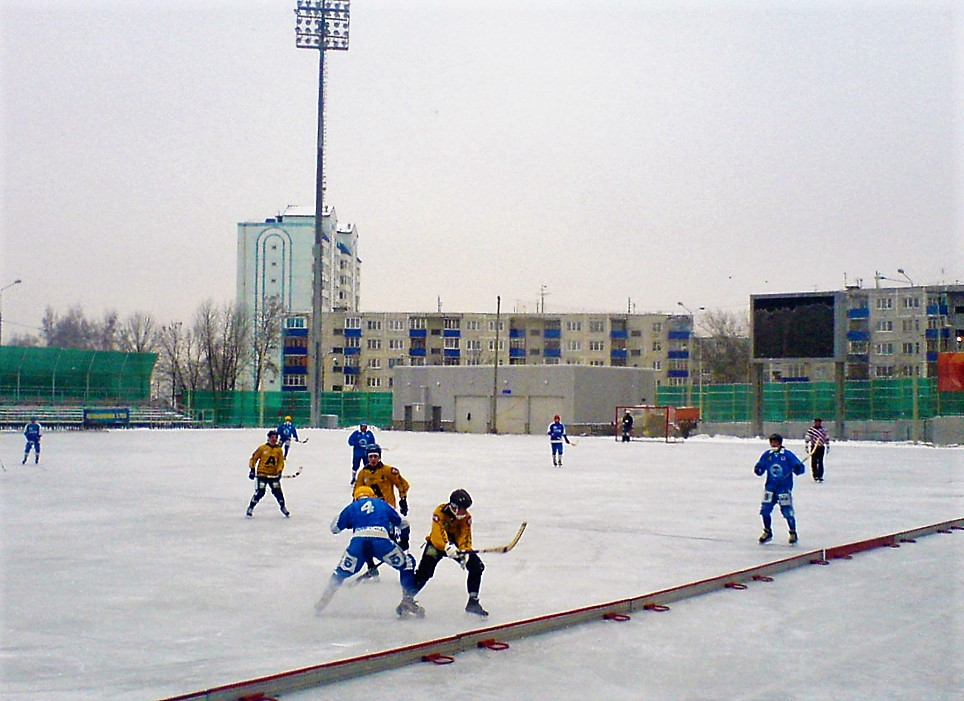
СК «Обухово»

- Культурный центр «Обухово» со зрительным залом на 411 мест (отремонтирован в 2008 году), в составе центра 29 формирований
- 2 библиотеки (детская и взрослая)
- Центр образования № 23, включающий два блока (бывшие МБОУ СОШ № 23 и МБОУ СОШ № 24) и 5 детских садов
- Детская музыкальная и художественная школы
- Современная гуманитарная академия (Обуховское представительство)
- Стадион с искусственным газоном (или искусственным льдом зимой) и трибунами на 1500 мест (реконструирован в 2008 году)[31][32]
- Спортивный комплекс с залом на 400 мест (построен в 2008 году)

В феврале 2011 года в Обухове прошёл Чемпионат мира по хоккею с мячом среди девушек не старше 17 лет, а в декабре 2011 года и декабре 2013 года — Чемпионат мира по хоккею с мячом среди молодёжных команд.

## Жилой сектор и торговля
Жилой массив разнообразен — от обычных деревенских домиков до 3-, 4-, 5- и 10-этажных домов.
- 139 многоквартирных домов
- 957 частных домов
- 18 магазинов (из них 15 продуктовых, в том числе «Дикси», «Пятёрочка»)
- поселковый рынок
- кафе и бары
- 5 парикмахерских[источник не указан 3549 дней]
- ремонтные мастерские различного профиля
- бытовые услуги: ремонт обуви, часов, сотовых телефонов, ювелирные работы.

## Медицина
- Городская больница (включает поликлинику, стационар, детскую консультацию, отделение скорой помощи)

## Промышленность
В начале 21-го века были ликвидированы песчаный карьер и ковровый комбинат. На данный момент промышленность представлена следующими предприятиями:
- ООО «Фирма „Технополис“» — строительство
- ФГУ «Спецмелиоводхоз» — строительство, мелиорация
- ЗАО «ЦДС-ЦРМ» — ремонт, строительство дорог
- ЗАО «Обуховоавтотранс» — транспортные перевозки
- ООО «Фурком» — изготовление фурнитуры
- ООО «Управление автотранспортных перевозок» — транспортные перевозки
- Множество складских комплексов
- ООО «Транспуть» — поставка материалов верхнего строения Ж/Д пути
- ООО «СтройИнжиниринг» — услуги по ремонту, строительству и текущему содержанию ж/д путей
- ООО «АлексКом» — IT-аутсорсинг
- ООО «Поликом» — производство полимерных материалов
- ПСК «Атлант-парк» — логистическая платформа ID Logistics

## СМИ и связь
- Поселковая АТС
- Почтовое отделение 142440
- Телевидение (зона охвата Останкинской телебашни) и радио
- Интернет-провайдеры: «Флекс», «АртЭкс», «Домолинк», «Корбина Телеком», «Ростелеком»
- Поселковые газеты «Обуховский вестник» (С 25 ноября 1958 года по 25 декабря 1990 года выходила под названием «Обуховский шерстяник», с 2006 года — приложение к районной газете «Волхонка»), «Вестник Обухово» (выходила с 2012 года по декабрь 2018 года, после присоединения Обухово к Богородскому городскому округу ликвидирована).
- Независимая газета «Вестник Обухово[33]» (зарегистрирована 10 июня 2021[34], в настоящее время не выпускается)

## Социальное положение
После ликвидации основных промышленных предприятий большинство трудоспособного населения работает за пределами посёлка. Из числа трудоустроенных на его территории большая часть занята в сфере услуг.
По данным администрации Ногинского муниципального района за 2007 год численность трудоспособного населения в посёлке вместе с соседним селом Балобаново составляла 6720 человек (60 % от общего числа жителей). Официально зарегистрированный уровень безработицы был самым высоким в районе и составил 0,68 %. Тогда как по неофициальным данным за 2005 год в Обухове было всего 900 рабочих мест на более чем 6 тысяч человек трудоспособного возраста.
Согласно отчетным данным Главы городского поселения Обухово по состоянию на 31 декабря 2011 года количество трудоспособного населения (вместе с селом Балобаново) составляло 6675 человек, а уровень безработицы — 0,5 %.

## Перспективы развития
- Производственные мощности ликвидированных предприятий переданы в пользование временным арендаторам в качестве складских помещений, поэтому возникновение в ближайшее время нового мощного градообразующего промышленного предприятия и создание новых рабочих мест маловероятно.
- Большая часть земли в посёлке находится в частной собственности, что препятствует строительству многоквартирных жилых домов и притоку населения.
- Ветхие коммунальные системы посёлка нуждаются в капитальном ремонте.
- Новый спортивный комплекс не работает в полном объёме.

## Люди, связанные с посёлком
- Андрей Стельс (? — 1712) — английский предприниматель, пороховщик Петра I, основатель порохового завода
- Династия Тюляевых:
  - Тюляев, Пимен Иванович (17..—1857) — купец, глава династии, основатель суконной фабрики
  - Тюляев, Анисим Пименович (1791—187..) — владелец суконной фабрики, основатель торгового дома династии
- Династия Бруновых:
  - Брунов, Михаил Матвеевич (1819—1891) — купец, основатель ковровой фабрики
  - Брунов, Иван Михайлович (1847—1899) — владелец ковровой фабрики
  - Брунов, Анатолий Григорьевич (1905—1972) — советский авиаконструктор, Герой Социалистического Труда